# Mnich (województwo śląskie)

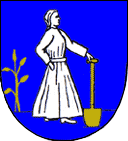
Nieoficjalny herb wsi Mnich

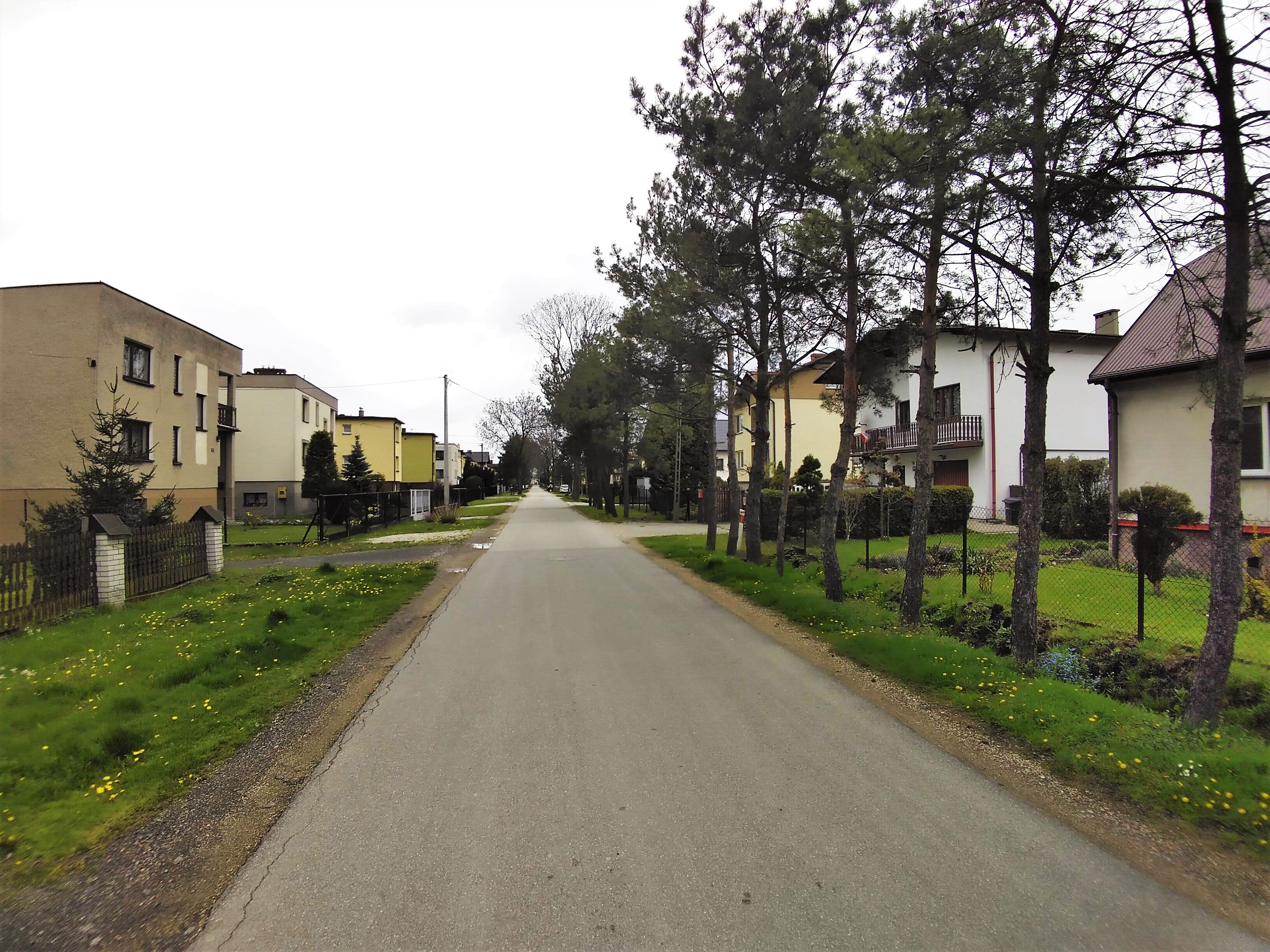
Ulica Topolowa

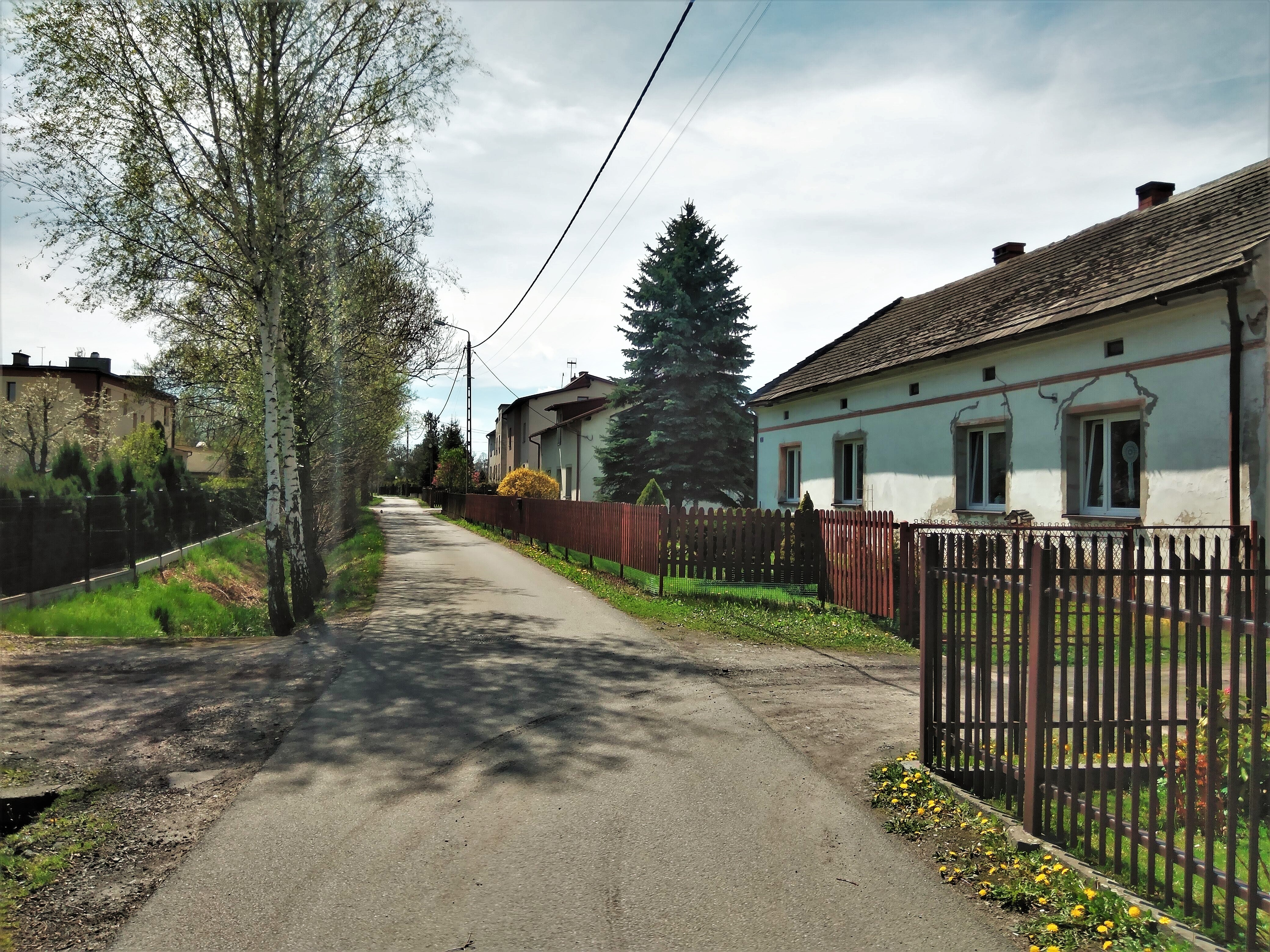
Osiedle Kolonia

Mnich – wieś gminy Chybie położone w województwie śląskim, w powiecie cieszyńskim. Wieś leży w historycznych granicach regionu Śląska Cieszyńskiego, geograficznie zaś leży w regionie Dolina Górnej Wisły, będącej częścią Kotliny Oświęcimskiej. Pod względem powierzchni druga miejscowość w gminie po Chybiu, wynosi ona 835 ha, a liczba ludności 3640, co daje gęstość zaludnienia równą 433,8 os./km² i czyni ją najgęściej zaludnioną.

## Części wsi
| SIMC    | Nazwa       | Rodzaj    |
| ------- | ----------- | --------- |
| 0050877 | Cieszyńskie | część wsi |
| 0050883 | Czuchów     | część wsi |
| 0050890 | Dąbki       | część wsi |
| 0050908 | Gawroniec   | część wsi |
| 0050914 | Jajostok    | część wsi |
| 0050920 | Kolonia     | część wsi |
| 0050937 | Osiedle     | część wsi |
| 0050943 | Rajczuła    | część wsi |

## Historia
Początki Mnicha datowane są na koniec XVI i początek XVII wieku, w czasach funkcjonowania na tym obszarze wydzielonego z Księstwa Cieszyńskiego skoczowsko-strumieńskiego państwa stanowego. Ta mała osada położona była na wałach stawów, w tym jednego o nazwie Mnich, od którego swą nazwę najpewniej wzięła (lub od urządzenia służącego do regulowania poziomu wody w stawie, zwanego mnichem.). Inna hipoteza o nazwie mówi o żyjących na terenie tej wioski pomiędzy XIV a XVI w. zakonników reguły św. Franciszka noszących stroje i kaptury mnisze i prowadzących prawie pustelniczy tryb życia w zbudowanych przez siebie ziemiankach. Pozostałością po jedynej ziemiance jest podobno kopiec ze stojącym na nim murowanym krzyżem, znajdujący się do dziś w centrum wsi, obok szkoły. W 1594 skoczowsko-strumieńskie państwo powróciło do księstwa cieszyńskiego, zależnego już wówczas od Habsburgów. Pierwsza pisemna wzmianka o miejscowości Mnich pochodzi natomiast z 1621 roku.
Herb Mnicha przedstawia dziewczynę wiejską z łopatą w ręku, jak gdyby pracującą w ogrodzie, ze stojącym za nią drzewkiem.
Mieszkańcy Mnicha zajmowali się wyłącznie rolnictwem i hodowlą bydła oraz drobiu. Plony z tej ziemi, ze względu na podmokłe tereny – były w większości ubogie, a w latach obfitujących w długotrwałe deszcze, występujące powodzie niszczyły całkowicie wysiłek ludzi. W latach 1935–1939 mieszkał tu ks. Józef Mamica, emerytowany luterański kapelan wojskowy.
Początkiem działalności oświatowej w Mnichu była data 5 lutego 1873 roku Lekcje odbywały się w domu prywatnym jednego z rolników. Jeszcze w tym samym roku rozpoczęto budowę budynku szkoły składającej się z dwóch sal lekcyjnych.
Według austriackiego spisu ludności z 1900 w 119 budynkach w Mnichu na obszarze 836 hektarów mieszkało 932 osób, co dawało gęstość zaludnienia równą 111,5 os./km². z tego 855 (91,7%) mieszkańców było katolikami, 70 (7,5%) ewangelikami a 7 (0,8%) wyznawcami judaizmu, 915 (98,2%) było polsko-, 1 niemiecko- a 2 czeskojęzycznymi. Do 1910 roku liczba budynków wzrosła do 122 a mieszkańców do 1010.
Po zakończeniu I wojny światowej tereny, na których leży miejscowość – Śląsk Cieszyński stał się punktem sporu pomiędzy Polską i Czechosłowacją. W 1918 roku na bazie Straży Obywatelskiej miejscowi Polacy utworzyli lokalny oddział Milicji Polskiej Śląska Cieszyńskiego, który podlegał organizacyjnie 13 kompanii w Strumieniu.
We wsi działał klub sportowy LZS Mnich. W 1954 roku założono w nim sekcję gimnastyki, której zawodnikami byli m.in. Wanda Pilarz (trzykrotna mistrzyni Polski w skokach), Jan Spratek (mistrz Polski w gimnastyce indywidualnej) i Otton Spratek (trzykrotny mistrz Polski w piramidach trójkowych II klasy i dwukrotnym w dwójkach mieszanych).
W latach 1954–1972 wieś należała i była siedzibą władz gromady Mnich. W latach 1975–1998 miejscowość położona była w województwie bielskim.